# برولين
البرولين (يرمز له اختصاراً Pro أو مجرد P) هو حمض أميني مولّد للبروتين؛ ويصنف كيميائياً أنه حمض عضوي لاحتوائه على مجموعة كربوكسيل، كما يصنف ضمن الأمينات الثانوية؛ ولكن في الأوساط الحيوية تميل مجموعة الكربوكسيل إلى فقدان بروتونها لتصبح على الشكل الأيوني -COO؛ في حين أن المجموعة الأمينية تكون على الشكل المبرتن +NH2.
اشتق اسم البرولين من مركب بيروليدين، والذي يعد مكوناً بنيوياً للبرولين.